# Dinamo Kaunas
El Dinamo Kaunas fue un equipo de fútbol de Lituania que jugó en la Liga Soviética de Lituania, la primera división de la RSS de Lituania.

## Historia
Fue fundado en el año 1941 en la ciudad de Kaunas durante la Operación Barbarroja en la Segunda Guerra Mundial, participando en ese mismo año en la A Lyga, temporada que fue cancelada por la invasión de la Unión Soviética y la posterior anexión de Lituania a Unión Soviética.
En 1945 se convirtió en uno de los equipos fundadores de la Liga Soviética de Lituania, de la cual salió campeón en la siguiente temporada, desapareciendo en 1947 por falta de recursos.

## Palmarés
- Liga Soviética de Lituania: 1

1946
- Liga de Kaunas: 1

1945

## Jugadores

### Jugadores destacados
| - Bronius Galvičius (1945) - Zenonas Ganusauskas (1945) - Viktoras Kučinskas (1945) - Stepas Mikalauskas (1945) | - Steponas Petraitis (1945) - Stasys Skalskis (1945) - Jonas Zienius (1947) |